# Temporada de furacões no Pacífico de 2008
A temporada de furacões no Pacífico de 2008 foi uma temporada quase média que contou com dezessete tempestades nomeadas, embora a maioria tenha sido bastante fraca e de curta duração. Apenas sete furacões se formaram e dois grandes furacões. A temporada começou oficialmente em 15 de maio no Oceano Pacífico Leste, e em 1 de junho no Pacífico Central; terminou em 30 de novembro. Estas datas delimitam convencionalmente o período de cada ano quando a maioria dos ciclones tropicais se formam na bacia do Pacífico. No entanto, a formação de ciclones tropicais é possível em qualquer época do ano.
Esta temporada é a primeira desde 1996 a não ter ciclones cruzando para o Pacífico central. Houve apenas algumas tempestades notáveis este ano; a tempestade Tempestade tropical Alma e Furacão Norbert. Alma fez desembarque ao longo da Costa do Pacífico da Nicarágua, tornando-se a primeira tempestade conhecida a fazê-lo. Ele matou 9 e causou mais de US$ 35 milhões em danos (valor em 2008). Também se tornou a primeira tempestade tropical a ser retirada na bacia do Pacífico Oriental. Norbert tornou-se o furacão mais forte a atingir o lado ocidental da Península de Baja, matando 25 pessoas e causando danos generalizados sobre Baja California Sur, Sonora e Sinaloa no México. Em julho de 2008 a depressão tropical Cinco-E desembarcou ao longo da costa sudoeste Mexicana, produzindo fortes chuvas em partes do sudoeste do México, as quais produziram inundações que mataram duas pessoas e deixaram cerca de US$ 2,2 milhões em danos. Julio produziu relâmpagos e chuvas fortes locais, que deixaram mais de uma dúzia de comunidades isoladas devido a enchentes. A inundação danificou várias casas e matou duas pessoas. Lowell deixou US$ 15,5 milhões quando fez desembarque na Península da Baixa Califórnia como uma depressão tropical, e afetou partes da Costa Oeste e da Costa do Golfo. Odile despejou pluviosidade sobre a América Central como uma onda tropical, enquanto trouxe chuvas fortes pelo sul do México.

## Previsões para a temporada
Em 16 de maio de 2008, o Servicio Meteorológico Nacional publicou as suas perspectivas para a temporada de furacões no Pacífico de 2008, prevendo 15 tempestades nomeadas, 7 furacões e 2 grandes furacões. Três dias depois, o centro de furacões no Pacífico Central da Administração Nacional Oceânica e Atmosférica também publicou a sua previsão para o Pacífico central, prevendo três ou quatro ciclones tropicais para formar ou cruzar a bacia.; uma temporada média vê quatro ou cinco ciclones tropicais, dos quais dois mais se intensificam em furacões. Também nessa época, em 22 de maio, o centro de previsão climática lançou as suas perspectivas, prevendo uma probabilidade de 70 por cento de um ano abaixo da média, uma chance de 25 por cento de um ano quase médio, e apenas uma chance de 5 por cento de um ano acima da média. A organização previu 11-16 tempestades nomeadas, 5-8 furacões, 1-3 grandes furacões, e um índice acumulado de Energia Ciclônica (ECA) de 40-100 por cento da mediana de longo prazo. Todos os três grupos citaram os efeitos da atual La Niña, bem como a continuação de um declínio multi-decadal na atividade de furacões no Pacífico, como o seu raciocínio por trás das previsões abaixo da média.

## Resumo sazonal
O índice de energia ciclônica acumulada (ECA) para a temporada de furacões no Pacífico de 2008 foi de 82.135 unidades no Pacífico Oriental e 1.5925 unidades no Pacífico Central. O total de ECA na bacia é de 83.7275 unidades. Em termos gerais, ECA é uma medida do poder de uma tempestade tropical ou subtropical multiplicada pelo tempo de existência. É calculado apenas para alertas completos em sistemas tropicais e subtropicais específicos que atingem ou excedem velocidades de vento de 63 km/h.
A atividade da temporada foi relativamente tranquila, com 16 tempestades nomeadas, 7 furacões e 2 grandes furacões; uma tempestade tropical formou-se no Pacífico Central. O principal fator que contribuiu para uma temporada mais lenta foi o evento La Niña 2007-08 no Pacífico equatorial; embora as anomalias da temperatura do oceano frio dissiparam-se durante o início do verão de 2008, uma circulação atmosférica semelhante a La Niña persistiu. Isso levou a um cisalhamento de vento nordeste anormalmente forte através do Pacífico Leste, dificultando a intensificação da maioria dos ciclones tropicais. Além disso, as temperaturas da água em toda a bacia foram mais frias do que em anos anteriores, embora ainda perto da média de longo prazo.
A primeira tempestade do ano, Alma, desenvolveu-se em 29 de maio mais a leste do que qualquer outro ciclone do Pacífico Leste na história registrada, não incluindo tempestades que se originaram no Atlântico e continuaram na bacia. Mais tarde naquele dia, fez desembarque na costa do Pacífico da América Central, o primeiro ciclone a fazê-lo desde o furacão de Texas de 1949. Em junho e julho, houve uma atividade de ciclone tropical próxima à média, enquanto agosto foi um mês abaixo da média geral. Setembro de 2008 foi o mais silencioso desde registos confiáveis começou em 1971, com um índice mensal ECA apenas 9 por cento da média. Em termos de ECA, a atividade sazonal terminou cerca de 75 por cento da mediana de longo prazo.

## Sistemas

### Tempestade tropical Alma
A tempestade tropical Alma foi o ciclone tropical que se formou mais a leste do que qualquer outro ciclone tropical na bacia do Oceano Pacífico nordeste na história registrada. Alma também foi o primeiro ciclone tropical a atingir a Nicarágua pela sua costa Pacífica. A tempestade foi o primeiro ciclone tropical e a primeira tempestade nomeada da temporada de furacões no Pacífico de 2008. Alma formou-se de um cavado associado à zona de convergência intertropical ao largo da costa oeste da Costa Rica em 29 de Maio. Inicialmente previsto permanecer como uma fraca tempestade tropical, o ciclone fortaleceu-se rapidamente e uma estrutura semelhante a um olho formou-se antes de Alma fazer landfall perto de León, Nicarágua, durante seu pico de intensidade, com ventos máximos sustentados de 100 km/h.

### Furacão Boris
Uma área de convecção formou-se a sudeste da costa pacífica do México em 23 de Junho. O sistema, seguindo para oeste-noroeste sob a influência de uma alta subtropical, intensificou-se gradualmente e durante a manhã (UTC) de 27 de Junho, o Centro Nacional de Furacões (NHC) classificou o sistema como a depressão tropical Dois-E. Mais tarde naquele dia, com a contínua intensificação do sistema, o NHC classificou-o para uma tempestade tropical e atribuiu-lhe o nome Boris.
O sistema continuou a se fortalecer gradualmente e em 1 de Julho, Boris tornou-se um furacão, o primeiro da temporada. Logo em seguida, Boris começou a encontrar condições desfavoráveis e se enfraqueceu para uma tempestade tropical, mas no dia seguinte, voltou a se fortalecer para um furacão, mostrando um olho bem definido no interior das áreas de convecção. No entanto, Boris voltou a ser uma tempestade tropical em 2 de Julho. A tendência de enfraquecimento continuou e o NHC desclassificou Boris para uma depressão tropical no começo da madrugada (UTC) de 4 de Julho. Horas depois, Boris degenerou-se para uma área de baixa pressão remanescente e o NHC emitiu o seu último aviso sobre o sistema.

### Tempestade tropical Cristina
Uma área de convecção surgiu em 25 de Junho ao sul do extremo sul da Península da Baixa Califórnia em associação a uma onda tropical que adentrou no Oceano Pacífico em 22 de Junho. O sistema intensificou-se gradualmente e o Centro Nacional de Furacões classificou o sistema para a depressão tropical Três-E durante a noite (UTC) de 27 de Junho, a apenas algumas centenas de quilômetros a oeste da tempestade tropical Boris. Durante a tarde de 28 de Junho, a depressão fortaleceu-se para a tempestade tropical Cristina.
Cristina atingiu o pico de intensidade em 29 de Junho com ventos máximos sustentados de 85 km/h antes de começar a encontrar condições desfavoráveis, como cisalhamento do vento e baixa temperatura da superfície do mar, e se enfraquecer. Cristina enfraqueceu-se para uma depressão tropical no dia seguinte. A tendência de enfraquecimento continuou e Cristina degenerou-se numa área de baixa pressão remanescente em 1 de Julho e o NHC emitiu o seu último aviso sobre o sistema.

### Tempestade tropical Douglas
Uma área de convecção formou-se a sudoeste da costa pacífica do México em 30 de Junho. O sistema intensificou-se gradualmente e em 2 de Julho, o NHC classificou o sistema como uma depressão tropical. Mais tarde naquele dia, o NHC classificou o sistema como uma tempestade tropical, atribuindo-lhe o nome Douglas.
No entanto, o sistema, seguindo para noroeste, encontrou águas frias e se enfraqueceu para uma depressão tropical em 3 de Julho. A tendência de enfraquecimento continuou e Douglas degenerou-se para uma área de baixa pressão remanescente no começo da madrugada de 4 de Julho e o NHC emitiu o seu aviso final sobre o sistema.

### Depressão tropical Cinco-E
Uma onda tropical partiu da costa ocidental da África em 23 de junho e começou uma organização estável depois de entrar no Pacífico oriental mais de uma semana depois. O sistema adquiriu organização suficiente para ser declarado uma depressão tropical por volta das 18:00 UTC de 5 de julho e embarcou em um curso paralelo ao litoral do México. No dia seguinte, no entanto, um enfraquecimento do cume médio de nível para o norte direcionou o ciclone mais para a frente. O forte cisalhamento do vento leste impediu a formação de formações de bandas, mantendo o padrão geral de nuvens desorganizado, e no início de 7 de julho, a depressão moveu-se para terra perto de Lázaro Cárdenas, Michoacán, sem atingir a intensidade da tempestade tropical. Dissipou-se sobre o terreno montanhoso algumas horas depois.
A depressão tropical produziu 130 mm de chuva em Manzanillo, com outros locais também registando chuvas isoladas. Cerro de Ortega, Colima relatou 330 mm de chuva em um período de 24 horas. A comunidade de Ometepec reportou 200 mm. Outros locais relataram chuvas moderadas, variando em torno de 130-180 mm. Uma pessoa foi varrida pelas águas inundadas, atingindo 1 m de profundidade. Fortes chuvas da depressão resultaram em um acidente de trânsito que matou uma pessoa e feriu outras duas. No total, os danos causados pela tempestade ascenderam a 30 milhões de MXN.

### Furacão Elida
O furacão Elida foi o segundo furacão e o quinto sistema tropical nomeado da temporada de furacões no Pacífico de 2008. Elida formou-se de uma onda tropical que começou a mostrar sinais de intensificação em 9 de Julho e que se tornou uma depressão tropical em 11 de Julho. Elida então começou a se fortalecer gradualmente, tornando-se um furacão de categoria 2 na escala de furacões de Saffir-Simpson antes de encontrar condições altamente desfavoráveis e se dissipar em 19 de Julho.

### Furacão Fausto
O furacão Fausto foi o sexto ciclone tropical dotado de nome e o terceiro furacão da temporada de furacões no Pacífico de 2008. Fausto formou-se de uma onda tropical em 16 de Julho e intensificou-se gradualmente, tornando-se um furacão em 18 de Julho e atingindo seu pico de intensidade em 21 de Julho com ventos máximos sustentados de 150 km/h antes de encontrar águas mais frias e se enfraquecer rapidamente, deixando de ser um ciclone tropical no dia seguinte.

### Furacão Genevieve
O furacão Genevieve foi um ciclone tropical que esteve ativo no oceano Pacífico nordeste no fim de Julho de 2008. Sendo o oitavo ciclone tropical, o sétimo sistema tropical dotado de nome e o quarto furacão da temporada de furacões no Pacífico de 2008, Genevieve formou-se de uma onda tropical a algumas centenas de quilômetros da costa pacífica do México. Seguindo para oeste praticamente todo o seu período de existência, Genevieve se intensificou gradualmente, se fortalecendo para um furacão quatro dias mais tarde. No entanto, o furacão logo encontrou condições meteorológicas mais hostis e começou a se enfraquecer rapidamente, deixando de ser considerado um ciclone tropical em 27 de Julho e dissipando-se completamente quatro dias mais tarde.

### Furacão Hernan
O furacão Hernan é o mais intenso ciclone tropical da temporada de furacões no Pacífico de 2008. Sendo o nono ciclone tropical, o oitavo sistema tropical dotado de nome, o quinto furacão e o primeiro furacão "maior" da temporada de furacões no Pacífico de 2008, Hernan formou-se de uma área de distúrbios meteorológicos a algumas centenas de quilômetros da costa pacífica do México. Seguindo para oeste-noroeste praticamente todo o seu período de existência, Hernan se intensificou gradualmente, se fortalecendo para um furacão dois dias depois. No entanto, Hernan se intensificou rapidamente em 9 de Agosto, se tornando o primeiro furacão "maior da temporada quando atingiu o pico de intensidade com ventos de 195 km/h. O furacão logo encontrou condições meteorológicas mais hostis e começou a se enfraquecer gradualmente, deixando de ser considerado um ciclone tropical em 13 de Agosto e dissipando-se completamente dois dias mais tarde.

### Tempestade tropical Kika
Uma área de distúrbios meteorológicos a sudeste do arquipélago do Havaí mostrou sinais de organização em 6 de Agosto. O sistema continuou a se organizar gradualmente e o Centro de Furacões do Pacífico Central (CPHC) classificou o pequeno sistema como a depressão tropical Um-C em 7 de Agosto, o primeiro ciclone tropical a se formar na bacia do Pacífico centro-norte desde a temporada de 2006. Seguindo continuamente para oeste devido à influência de uma alta subtropical a depressão ficou mais bem organizada e o CPHC a classificou como a tempestade tropical Kika mais tarde naquele dia. Kika foi o primeiro ciclone tropical dotado de nome na bacia do Pacífico centro-norte desde o furacão Ioke em 2006. No entanto, Kika não continuou a sua tendência de intensificação devido ao cisalhamento do vento moderado. Em 8 de Agosto, Kika perdeu organização enquanto se reformava ao sul de sua trajetória inicial, e se enfraqueceu para uma depressão tropical.
No entanto, em 9 de Agosto, as áreas de convecção associadas a Kika voltaram a se organizar e o sistema voltou a ser uma tempestade tropical. Mais uma vez a tempestade não continuou a sua tendência de intensificação, se mantendo como uma tempestade tropical mínima até 11 de Agosto, quando suas áreas de convecção voltaram a se desorganizar. No dia seguinte, o CPHC emitiu o seu aviso final sobre Kika assim que o sistema já não mais apresentava áreas associadas de convecção. A área de baixa pressão remanescente de Kika continuou a seguir para oeste até se degenerar num cavado aberto de baixa pressão em 14 de Agosto pouco antes de cruzar a linha internacional de data.

### Tempestade tropical Iselle
Uma área de distúrbios meteorológicos associados a uma onda tropical ficou mais bem organizada em 13 de Agosto e se tornou uma depressão tropical ao largo da costa sudoeste do México. Horas depois, a depressão se intensificou para a tempestade tropical Iselle. Devido ao cisalhamento do vento moderado a forte, a tempestade não foi capaz de se intensificar rapidamente e atingiu seu pico de intensidade com ventos máximos sustentados de 85 km/h em 15 de agosto.
No entanto, águas frias e cisalhamento do vento enfraqueceram o sistema e Iselle se enfraqueceu uma depressão tropical em 16 de Agosto. Continuando a se enfraquecer, Iselle se degenerou para uma área de baixa pressão remanescente durante as primeiras horas da madrugada (UTC) do dia seguinte. Por ter atuado longe de qualquer área costeira, nenhum impacto foi relacionado à tempestade.

### Tempestade tropical Julio
Uma área de distúrbios meteorológicos ficou mais bem organizada em 23 de Agosto e o Centro Nacional de Furacões (NHC) classificou o sistema como a depressão tropical Onze-E ainda naquele dia. Mais tarde naquele dia, o NHC classificou a depressão para a tempestade tropical Julio. Seguindo para norte-noroeste, Julio se intensificou gradualmente, atingindo o pico de intensidade em 24 de agosto, com ventos máximos sustentados de 85 km/h.
Durante aquela noite (UTC), Julio fez landfall no extremo sul da península da Baixa Califórnia ainda durante deu pico de intensidade. A partir de então, Julio começou a se enfraquecer gradualmente sob os efeitos da interação com terra e com o aumento no cisalhamento do vento. Assim que Julio seguiu sobre o golfo da Califórnia, o NHC desclassificou o sistema para uma depressão tropical e emitiu o aviso final sobre o sistema em 26 de Agosto.
Julio causou chuvas fortes sobre a península da Baixa Califórnia, causando severas enchentes, que isolaram dezenas de comunidades no estado mexicano de Baja California Sur. Pelo menos duas pessoas morreram como consequência dos impactos de Julio na região.

### Tempestade tropical Karina
Uma área de distúrbios meteorológicos a oeste da costa pacífica do México ficou mais bem organizada e se tornou uma depressão tropical em 2 de setembro, e a tempestade tropical Karina mais tarde naquele dia.
No entanto, o cisalhamento do vento e águas mais frias causaram o enfraquecimento da tempestade, que se tornou uma depressão tropical em 3 de Setembro. Mais tarde naquele dia, Karina degenerou-se numa área de baixa pressão remanescente e o Centro Nacional de Furacões (NHC) emitiu o aviso final sobre o sistema. Por ter atuado longe de qualquer área costeira, nenhum impacto foi relacionado à tempestade.

### Tempestade tropical Lowell
Em 6 de Setembro, o Centro Nacional de Furacões (NHC) classificou uma área de distúrbios meteorológicos como uma depressão tropical. O sistema continuou a se organizar e se intensificou para a tempestade tropical Lowell durante as primeiras horas de 7 de setembro. A tempestade continuou a se intensificar lentamente assim que seguia para noroeste, alcançando o pico de intensidade mais tarde naquele dia, com ventos de até 85 km/h, antes de começar a ser afetada por cisalhamento do vento. No final da noite (UTC) de 9 de Setembro, Lowell começou a seguir para norte-nordeste como resposta a formação de uma brecha na alta subtropical ao seu norte.
Lowell continuou a se enfraquecer em 10 de Setembro e se tornou uma depressão tropical enquanto seguia rumo à península da Baixa Califórnia, onde fez landfall no dia seguinte nesta intensidade. Sobre a península, Lowell se degenerou para uma área de baixa pressão remanescente e o NHC emitiu o aviso final sobre o sistema.
O sistema remanescente de Lowell causou fortes chuvas sobre os estados mexicanos de Sinaloa e Sonora. As severas enchentes associadas deixaram mais de 26.500 pessoas desabrigadas. As cidades de Navajoa, Benito Juárez, Huatabampo e Etchujoa foram as mais afetadas. O governo do estado de Sonora disse que os prejuízos econômicos causados por Lowell no estado ultrapassaram 15,5 milhões de dólares. O sistema remanescente de Lowell agregou-se a um sistema frontal, que causou chuvas torrenciais nos Estados Unidos, principalmente nos estados de Kansas, Illinois e Indiana. Em Wichita, Kansas, a precipitação acumulada em 24 horas registrada em 12 de setembro foi de 250 mm, ultrapassando em 100 mm o recorde anterior, que perdurava desde 1911.

### Furacão Norbert
O furacão Norbert foi o mais intenso ciclone tropical do Pacífico a atingir a costa oeste da península da Baixa Califórnia de toda a história. Sendo o décimo quinto ciclone tropical, do décimo quarto sistema dotado de nome, o sétimo furacão e o segundo furacão "maior" da temporada de furacões no Pacífico de 2008, Norbert formou-se a partir de uma área de distúrbios meteorológicos ao sul do golfo de Tehuantepec durante as primeiras horas de 3 de outubro. A depressão se intensificou para a tempestade tropical Norbert no dia seguinte. Seguindo para oeste-noroeste, Norbert se intensificou lentamente, se tornando um furacão em 7 de outubro. A partir de então, Norbert começou a sofrer rápida intensificação e logo atingiu seu pico de intensidade, com ventos máximos sustentados de 215 km/h, intensidade equivalente a um furacão de categoria 4 na escala de furacões de Saffir-Simpson. Um ciclo de substituição da parede do olho enfraqueceu o sistema para um furacão de categoria 1, mas assim que o ciclo cessou, Norbert voltou a se intensificar para um furacão de categoria 3 em 11 de outubro. Logo depois, Norbert atingiu a costa oeste da península da Baixa Califórnia como um furacão de categoria 2, se tornando o ciclone tropical mais intenso a atingir a região de toda a história. Norbert se enfraqueceu enquanto cruzava a península e o golfo da Califórnia, atingindo a costa do estado mexicano de Sonora como um furacão de categoria 1. Logo em seguida, Norbert se dissipou rapidamente sobre as montanhas do noroeste do México.

### Tempestade tropical Odile
Uma área de distúrbios meteorológicos associado a uma onda tropical ao sul de El Salvador começou a mostrar sinais de organização em 8 de Outubro. Mais tarde naquele dia, o Centro Nacional de Furacões (NHC) classificou o sistema para uma depressão tropical. Continuando a mostrar sinais de organização, a depressão se intensificou e se tornou a tempestade tropical Odile no dia seguinte. Assim que alcançou o golfo de Tehuantepec, Odile atingiu seu pico de intensidade por volta do meio-dia (UTC) de 10 de outubro.
Odile manteve esta intensidade por cerca de 24 horas antes de se enfraquecer devido ao aumento do cisalhamento do vento e pela interação com terra. Movendo-se ao largo da costa sudoeste do México, Odile trouxe ventos equivalentes a uma tempestade tropical para a região, que inclui Acapulco. A tempestade não resistiu às condições meteorológicas desfavoráveis e se enfraqueceu para uma depressão tropical em 12 de Outubro. Mais tarde naquele dia, o NHC emitiu o aviso final sobre o sistema assim que Odile se degenerou para uma área de baixa pressão remanescente.
Odile provocou fortes chuvas em Acapulco, que provocou severas enchentes por toda a cidade. Pelo menos 2 casas foram totalmente destruídas e outras 10 foram danificadas por causa das enxurradas. As enxurradas também derrubaram árvores, e os ventos fortes destelharam outras 10 residências. No município vizinho de Atoyac, outras 100 residências foram fechadas. Os portos de Acapulco, de Zihuatanejo e de Lázaro Cárdenas foram fechados para embarcações pequenas.

### Depressão tropical Dezessete-E
Uma área de distúrbios meteorológicos ao sul de Manzanillo, costa pacífica do México, mostrou sinais de organização e se tornou uma depressão tropical em 23 de Outubro.
No entanto, forte cisalhamento do vento inibiu a intensificação da depressão, que se degenerou para uma área de baixa pressão remanescente no dia seguinte. Com isso, o NHC emitiu o aviso final sobre o sistema ainda naquele dia. Por ter atuado longe de qualquer área costeira, nenhum impacto foi relacionado à tempestade.

### Tempestade tropical Polo
Uma área de distúrbios meteorológicos associada à zona de convergência intertropical mostrou sinais de organização em 2 de Novembro e o Centro Nacional de Furacões (NHC) classificou o sistema para uma depressão tropical naquele dia. Continuando a mostrar sinais de organização, a depressão se intensificou para a tempestade tropical Polo no dia seguinte. Logo depois, a tempestade atingiu seu pico de intensidade, com ventos de 75 km/h.
Sendo um sistema pequeno, a tempestade não conseguiu se fortalecer devido ao cisalhamento do vento e se enfraqueceu para uma depressão durante a madrugada de 5 de Novembro. Com isso, o NHC emitiu o aviso final sobre o sistema. Por ter atuado longe de qualquer área costeira, nenhum impacto foi relacionado à tempestade.

## Nomes das tempestades
Os nomes seguintes foram usados para dar nomes aos sistemas que se formam no Oceano Pacífico nordeste no ano de 2008. Este lista é a mesma que foi usado na temporada de 2002 exceto Karina, que substituiu Kenna.
| - Alma - Boris - Cristina - Douglas - Elida - Fausto - Genevieve - Hernan | - Iselle - Julio - Karina - Lowell - Marie - Norbert - Odile - Polo | - Rachel (sem usar) - Simon (sem usar) - Trudy (sem usar) - Vance (sem usar) - Winnie (sem usar) - Xavier (sem usar) - Yolanda (sem usar) - Zeke (sem usar) |

Para o Pacífico centro-norte, são usados quatro listas consecutivas. Os nomes são usados sequencialmente até a lista acabar. É usado esta forma de nomear tempestade por causa do número baixo de sistemas que se formam naquela região. Apenas um nome foi usado na temporada, que está listado abaixo:
- Kika

## Efeitos sazonais
Esta é uma tabela de todas as estrelas que se formaram na Temporada de français no Pacifico de 2008. Inclui sua duração, nomes, landfall (s), denotados entre parênteses, danos e totais de morte. As mortes entre parênteses são adicionais e indiretas (um exemplo de morte indireta seria um acidente de trânsito), mas ainda estavam relacionadas a essa tempestade. Danos e mortes incluem totais enquanto a tempestade era extratropical, uma onda, ou um baixo, e todos os números de danos são em Dólares dos EUA de 2008.
| Escala de Furacões de Saffir-Simpson |    |    |   |   |   |   |   |
| DT                                   | TS | TT | 1 | 2 | 3 | 4 | 5 |

| Alma                  | 29 de maio – 30            | Tempestade tropical | 100 (65)  | 994  | América Central                                                               | $35 000 000  | 4 (7)  |  |
| Boris                 | 27 de junho – julho 4      | Furacão categoria 1 | 130 (80)  | 985  | Nenhum                                                                        | Nenhum       | Nenhum |  |
| Cristina              | 27 de junho – 30           | Tempestade tropical | 85 (50)   | 999  | Nenhum                                                                        | Nenhum       | Nenhum |  |
| Douglas               | 1 de julho – 4             | Tempestade tropical | 65 (40)   | 1003 | Noroeste México, Península de Baja California                                 | Nenhum       | Nenhum |  |
| Cinco-E               | 5 de julho – 7             | Depressão tropical  | 65 (40)   | 1005 | Sudoeste México, México Ocidental                                             | $2 200 000   | 1 (1)  |  |
| Elida                 | 11 de julho – 19           | Furacão categoria 2 | 165 (105) | 970  | Sudoeste México, Havaí                                                        | Nenhum       | Nenhum |  |
| Fausto                | 15 de julho – 22           | Furacão categoria 1 | 150 (90)  | 977  | Ilha Clarion, Ilha Socorro                                                    | Menor        | Nenhum |  |
| Genevieve             | 21 de julho – 27           | Furacão categoria 1 | 120 (75)  | 987  | Havaii                                                                        | Nenhum       | Nenhum |  |
| Hernan                | 6 de agosto – 12           | Furacão categoria 3 | 195 (120) | 955  | Hawaii                                                                        | Nenhum       | Nenhum |  |
| Kika                  | 7 de agosto – 16           | Tempestade tropical | 65 (40)   | 1007 | Nenhum                                                                        | Nenhum       | Nenhum |  |
| Iselle                | 13 de agosto – 16          | Tempestade tropical | 85 (50)   | 999  | Nenhum                                                                        | Nenhum       | Nenhum |  |
| Julio                 | 23 de agosto – 26          | Tempestade tropical | 85 (50)   | 998  | Noroeste México, Baja California Sur, Sinaloa e Arizona                       | $1 000 000   | 2      |  |
| Karina                | 2 de setembro – 3          | Tempestade tropical | 65 (40)   | 1000 | Ilha Socorro                                                                  | Nenhum       | Nenhum |  |
| Lowell                | 6 de setembro – 11         | Tempestade tropical | 85 (50)   | 998  | Noroeste México, Península de Baja California, Sudoeste dos Estados Unidos    | $15 500 000  | 6      |  |
| Marie                 | 1 de outubro – 6           | Furacão categoria 1 | 130 (80)  | 984  | Nenhum                                                                        | Nenhum       | Nenhum |  |
| Norbert               | 4 de outubro – 12          | Furacão categoria 4 | 215 (130) | 945  | Noroeste México, Baja California Sur, Sonora, Sinaloa                         | $98 500 000  | 25     |  |
| Odile                 | 8 de outubro – 12          | Tempestade tropical | 95 (60)   | 997  | América Central, Nicarágua, Honduras, El Salvador, Guatemala, Sudoeste México | Menor        | Nenhum |  |
| Dezessete-E           | 23 de outubro – 24         | Depressão tropical  | 55 (35)   | 1008 | Nenhum                                                                        | Nenhum       | Nenhum |  |
| Polo                  | 2 de novembro – 5          | Tempestade tropical | 75 (45)   | 1002 | Nenhum                                                                        | Nenhum       | Nenhum |  |
| Agregado da temporada |                            |                     |           |      |                                                                               |              |        |  |
| 19 sistemas           | 29 de maio – 5 de novembro |                     | 215 (130) | 945  |                                                                               | $152 500 000 | 38 (8) |  |